# Скипидар
Скипида́р, заст. шпигина́р (від заст. пол. spikanard — «лаванда», що походить від лат. spica nardi — «колос нарда»), також терпентинова олія, терпентин — складна суміш вуглеводнів, головним чином, терпенових.

## Основні характеристики
Це — безбарвна прозора летка рідина з характерним запахом соснового дерева; густина 855—863 кг/м³; температура кипіння — 153—180 °C; нерозчинна у воді; добре розчиняється в органічних розчинниках; на повітрі окислюється.

### Густина скипидару
Густина терпентину з живиці сосни звичайної становить 0,8585-0,8670 г/см3, показник густини для скипидару з живиці сосни кримської та сосни жорсткої становить 0,8560-0,8730 г/см3. В умовах Австрії скипидар із живиці сосни чорної має густину 0,8670 г/см3, а в умовах колишнього СРСР — 0,8580-0,8610 г/см3.

### Кислотне число терпентину
Терпентин має слабокислу реакцію, внаслідок наявності в ньому невеликої кількості органічних кислот, що характеризується кислотним числом. Кислотне число скипидару з живиці сосни звичайної становить, за даними дослідників 0,26-1,20, дещо нижчий цей показник у Скипидарі із сосни кримської та з сосни чорної — 0,13-0,15.

## Добування
Скипидар одержують із соснової живиці (живичний скипидар) перегоном із водяною парою, а також із деревини, шляхом сухого переганяння або екстрагування розчинниками.
Очищений скипидар називають «терпентином». Терпентин із модрини європейської називається «венеційським» («венеційський терпентин»).

## Застосування
Застосовують Скипидар як розчинник лаків, фарб, жирів. Скипидар — надзвичайно густа і жирна суміш для чищення предметів, які сильно забруднені.
Також його використовують як сировину для одержання камфори, у медицині тощо.

## Джерело
- Українська радянська енциклопедія : у 12 т. / гол. ред. М. П. Бажан ; редкол.: О. К. Антонов та ін. — 2-ге вид. — К. : Головна редакція УРЕ, 1974–1985., Том 10, К., 1983, стор. 219